# Multiple-input and multiple-output

Differenze tra SISO, SIMO, MISO e MIMO

Nella teoria dei sistemi dinamici, il termine Multiple-input and multiple-output, in sigla MIMO (in italiano: entrate multiple e uscite multiple), indica un sistema dotato di svariati ingressi e uscite.
Nelle telecomunicazioni, invece, indica l'uso di un sistema  di antenne multiple, sia sul lato emittente sia sul lato ricevente, allo scopo di migliorare le prestazioni del canale di comunicazione. È una delle possibili tipologie  di "antenna intelligente": una schiera di singole antenne  elabora il segnale, in questo caso sfruttando il principio di "interferenza costruttiva del multipath" (altre possibili tecniche sono, per esempio, lobi di irradiazione variabili nel tempo, on demand; oppure antenna diversity).

## Descrizione
La tecnologia MIMO è di particolare interesse quando applicata alle comunicazioni digitali  wireless, dato che offre miglioramenti notevoli nel throughput e nella distanza di trasmissione senza ricorrere a banda addizionale o a maggiore potenza di trasmissione bensì grazie ad una maggiore efficienza spettrale (più bit al secondo per hertz di banda) e una più alta affidabilità del collegamento.
Grazie a queste sue proprietà, il MIMO è uno degli aspetti chiave su cui si concentra la ricerca in ambito wireless. Ne traggono vantaggio anche gli  standard 3G e 4G LTE della telefonia mobile.